# Georgij Krasinskij
Georgij Albertovitj Krasinskij (ryska: Георгий Альбертович Красинский), född 19 februari 1939 i dåvarande Leningrad i Sovjetunionen, död 17 mars 2011  var en sovjetisk-rysk astronom, verksam vid Institutet för tillämpad astronomi, Ryska Vetenskapsakademin i St Petersburg. Han har uppmärksammats för sina teoretiska och observationella studier över planetrörelser och efemerider, bandata det vill säga positionsbestämningar för himlakroppar i solsystemet.
Krasinskij var ordförande över Internationella Astronomiska Unionens Commision 4 - DI om Efemerider under 2003-2006.
Asteroiden 5714 Krasinsky är uppkallad efter honom.